# Saronno
Saronno est une ville italienne de l'agglomération milanaise d'environ 38 500 habitants, située dans la province de Varèse, en Lombardie, dans le Nord-Ouest de l'Italie.

## Toponymie
Avant de s'appeler définitivement Saronno, la ville a pris au cours des siècles diverses dénominations que l'on peut retrouver grâce aux documents historiques. Dans l'ordre chronologique, Saronno est mentionnée comme Solomno (en 903), Serogno (en 1150), Sorogno (XIIe siècle), Serono (XIIIe siècle) puis Sarono (XIVe siècle).

## Géographie
Deux gares desservent la commune : la gare de Saronno et la gare de Saronno-Sud.

## Histoire
La via Mediolanum-Bilitio (it), voie romaine qui reliait Milan (Mediolanum) à Bellinzone (Bilitio) en passant par Varèse et Lugano, traversait Solomnum, nom romain de Saronno. Le plus ancien document écrit témoignant de l'existence de Saronno est un acte notarié de 796 relatif à un prêt contracté par un certain Johannes de Vico Salomno (Giovanni du village de Salomno).
À l'époque médiévale, Saronno faisait partie du comté de Seprio (it), qui avait pour capitale Gallarate et qui dépendait du duché de Milan. Ce duché a appartenu aux Visconti, puis après 1450 aux Sforza. Cecilia Gallerani, maîtresse du duc Ludovic Sforza connue pour être représentée sur le tableau La Dame à l'hermine de Léonard de Vinci, avait reçu en cadeau de son protecteur vers l'année 1490 les revenus du territoire de Saronno. Après la mort du dernier Sforza en 1535, le duché a appartenu à l'Espagne puis en 1706 à l'Autriche.
En 1797, Napoléon Bonaparte conquiert le Milanais et le rattache à la République cisalpine, puis en 1805 au royaume d'Italie dont Napoléon Ier s'était autoproclamé le souverain. Après l'abdication de l'empereur, le Milanais devient en 1815 une partie du royaume de Lombardie-Vénétie dépendance de l'empire d'Autriche. Après la Seconde guerre d'indépendance italienne, la Lombardie est rattachée en 1859 au royaume de Sardaine et enfin en 1866 au nouveau royaume d'Italie.
À cette date, Saronno est rattachée administrativement à l'arrondissement (circondario) de Gallarate (province de Milan), puis en 1926, après la suppression de ce dernier, à la province de Varèse nouvellement créée.

## Administration
| Période                                  | Période        | Identité           | Étiquette       | Qualité            |
| ---------------------------------------- | -------------- | ------------------ | --------------- | ------------------ |
| 27 juin 1999                             | 14 juin 2004   | Pierluigi Gilli    |                 | Maire              |
| 14 juin 2004                             | 22 juin 2009   | Pierluigi Gilli    | Centre-Droite   | Maire              |
| 23 juin 2009                             | 6 juillet 2009 | Luciano Porro      | Centro-sinistra | Maire              |
| 6 juillet 2009                           | 12 avril 2010  | Giuliana Longhi    | (sans maire)    | Commissaire préfet |
| 12 avril 2010                            | 14 juin 2015   | Luciano Porro      | Centro-sinistra | Maire              |
| juin 2015                                | 5 octobre 2020 | Alessandro Fagioli | Lega Nord       | Maire              |
| 5 octobre 2020                           | En cours       | Augusto Airoldi    | Centro-sinistra | Maire              |
| Les données manquantes sont à compléter. |                |                    |                 |                    |

### Hameaux
La commune comporte deux fractions, Cassina Ferrara et Cascina Colombara, ainsi que plusieurs hameaux, à savoir Cassina Ferrara, Cassina Roba Paolo, la Cascinetta et Cassina Italia.

### Communes limitrophes
| Gerenzano | Rovello Porro (CO) | Cogliate (MB)         |
| Uboldo    | Saronno            | Ceriano Laghetto (MB) |
| Origgio   | Caronno Pertusella | Solaro (MI)           |

## Lieux et monuments

### Architecture religieuse
- Le sanctuaire de la Beata Vergine dei Miracoli (Santuario della Beata Vergine dei Miracoli) construit en 1498.
- L'église Saint-François, dont les origines remontent au XIIIe siècle.
- La cathédrale des Saints Pierre et Paul (Chiesa dei Santi Pietro e Paolo) réédifiée au XIXe siècle.
- L'église Saint-Jacques (Chiesa di San Giacomo) terminée en 1612.

### Architecture civile
- Le palais Visconti (Palazzo Visconti) construit au XVIe siècle par la famille Visconti.
- La Villa Gianetti, palais dans lequel fut installé l'hôtel de ville de 1923 à 1985.

## Cuisine et gastronomie
Saronno possède deux spécialités :
- La liqueur Amaretto Disaronno, liqueur ambrée à l'essence d'amande amère inventée en 1525 et commercialisée à grande échelle depuis 1900[2],[3].
- Les Amaretti di Saronno, petits macarons croquants à la saveur doucement amère d'amandes de noyaux d'abricots et enveloppés dans du papier de soie, inventés en 1718[4].

## Personnalités

### Personnalités nées à Saronno
- Luca Attanasio (1977-2021), diplomate.
- Alessandro Fei (1978-), joueur de volley-ball.
- Enrico Boniforti (1917-1991), footballeur.
- Dario Bressanini (1963-), chimiste et écrivain.
- Roberto Colciago (1968-), pilote automobile.
- Gabriella Crespi (1922-2017), designer.
- Giorgio Fontana (1981-), écrivain.
- Dario Frigo (1973-), coureur cycliste.
- Laura Frigo (1990-), joueuse de volley-ball.
- Elena Lietti (1977), actrice.
- Leonardo Natale (1958-), coureur cycliste.
- Cesare Pasini (1950-), prêtre et historien.
- Giuditta Pasta (1797-1865), cantatrice.
- Lorenzo Perini (1994-), athlète.
- Sisto Reina (1623-1664), moine mineur, compositeur et organiste.
- Fabrizio Schembri (1981), athlète.
- Lorenzo Vismara (1975-), nageur.
- Luca Volontè (1966-), homme politique.
- Alberto Volpi (1962-), coureur cycliste.
- Donato Zampini (1926-2007), coureur cycliste.

### Personnalités liées à Saronno
- Silvio Berlusconi (1936-2023), homme d'affaires et homme d'État, qui a vécu sa petite enfance à Saronno dont son père était natif.
- Louis-Marie Monti (1825-1900), religieux,  bienheureux de l'Église catholique mort à Saronno.

## Jumelage
Challans (France) depuis 2004